# Révay Simon (főispán)
Báró szklabinyai és blatnicai Révay Simon (Blatnica, 1820 – Kisselmec, 1880. június 17.) turóc vármegyei főispán, országgyűlési képviselő, királyi kamarás.

## Élete
Főispánként részt vett a turócszentmártoni szlovák nagygyűlésen (1861. június 6–7.), ahol elfogadták a Szlovák Nemzet Memorandumát.
1874. december 31-vel lemondott a főispáni tisztéről. Demmel József feltételezi, hogy a főispánságtól a szlovák pánszlávisták elleni harc miatt kellett megválnia. 1875-től országgyűlési képviselő.
Felesége Tajnay Ilona (1823–1912) révén megszerezte a kihalt Tajnay család birtokait. Fia Révay Simon főrendiházi tag, vadász, unokái Révay István (1899–1989) történész, demográfus, politikus, Révay János (1900–1953) mezőgazdász és Révay József (1902–1945) filozófus, egyetemi tanár, festő, olimpikon volt.
Portréja Turócszentmártonban a Szlovák Nemzeti Múzeumban található.

## További irodalom
- Ivan Mrva 2010: Šimon Révai. Uhorský patriotizmus, karierizmus a slovenské empatie. In: Rod Révai v slovenských dejinách… Slovenská národná knižnica, Martin, 299–312.